# Haley Reinhart
Haley Reinhart (Wheeling, 9 settembre 1990) è una cantautrice statunitense.

## Biografia
Nata in Illinois, intraprende ufficialmente la carriera musicale nel 2009 partecipando a diversi festival jazz.
Nel 2011 partecipa alla decima edizione di American Idol, talent-show statunitense in onda sulla Fox e si classifica terza. Successivamente sigla un contratto con la 19 Entertainment e la Interscope Records. Nel 2011 pubblica il singolo promozionale Baby, It's Cold Outside, a cui partecipa anche Casey Abrams.
Nel maggio 2012 pubblica il suo album d'esordio dal titolo Listen Up!. Questo lavoro, trascinato dal singolo Free, raggiunge la posizione #17 della Billboard 200 e ottiene un discreto successo anche in Canada.
Nel novembre 2012 scinde il contratto con Interscope ma non quello con la 19.
Nell'aprile 2014 pubblica il video del brano Show Me Your Moves! e lavora al contempo al secondo album.
Il 4 gennaio 2017 la Reinhart annuncia tramite social l'inizio della produzione del suo terzo album, What's That Sound?. L'album, uscito il 22 settembre 2017, è stato anticipato dall'uscita di quattro singoli contenuti in esso: il 16 giugno esce Baby It's You, seguito da The Letter il 13 luglio, poi da For What It's Worth il 10 agosto, ed infine il singolo Let's Start, una delle tre tracce originali dell'album, il 15 settembre.

## Discografia

### Album in studio
- 2012 – Listen Up!
- 2016 – Better
- 2017 – What's That Sound?
- 2019 – Lo-Fi Soul

### Singoli
- 2011: Baby, It's Cold Outside (mit Casey Abrams)
- 2012: Free
- 2014: Show Me Your Moves
- 2015: Can't Help Falling in Love
- 2016: Better
- 2017: Let's Start
- 2017: The Letter
- 2017: Baby It's You
- 2017: For What It's Worth
- 2018: Last Kiss Goodbye
- 2018: Don't Know How To Love You
- 2018: Something Strange
- 2019: Lo-Fi Soul
- 2019: Honey, There's the Door
- 2019: Dreams
- 2019: It Ain't Over 'Til It's Over
- 2019: Bulletproof
- 2019: You Send Me
- 2019: Santa Baby
- 2019: Have Yourself A Merry Little Christmas
- 2019: The Christmas Song

## Filmografia

### Cinema
- We Can Be Heroes, regia di Robert Rodriguez (2020)

### Serie TV
- F Is for Family – serie animata (2015-in corso) – voce

## Doppiatrici italiane
Come doppiatrice è sostituita da:
- Rossa Caputo in F Is for Family